# Cynorta discreta
Cynorta discreta is een hooiwagen uit de familie Cosmetidae.